# Euplectus idahoensis
Euplectus idahoensis är en skalbaggsart som beskrevs av Park och Wagner 1962. Euplectus idahoensis ingår i släktet Euplectus och familjen kortvingar. Inga underarter finns listade i Catalogue of Life.